# Phoeniculus bollei
Phoeniculus bollei е вид птица от семейство Phoeniculidae.

## Разпространение
Видът е разпространен в Бурунди, Гана, Гвинея, Камерун, Демократична република Конго, Кот д'Ивоар, Кения, Либерия, Мали, Нигерия, Руанда, Судан, Танзания, Уганда, Централноафриканската република и Южен Судан.